# 今治市立大西中学校
今治市立大西中学校（いまばりしりつ おおにしちゅうがっこう）は、愛媛県今治市大西町にある公立中学校。

## 沿革

### 開校前
- 1947年(昭和22年)
  - 4月1日 -- 大西町立大井中学校と大西町立小西中学校が開校[1]。

### 開校後
- 1963年(昭和38年)
  - 4月1日 -- 大西町立大井中学校と大西町立小西中学校が統合し、大西町立大西中学校が開校[1]。
- 2005年(平成17年)
  - 1月16日 - 愛媛県越智郡大西町が同県今治市と新設合併し、同校を今治市立大西中学校と改名[1]。同日所在地表記を愛媛県今治市大西町九王甲2280番地1と変更[1]。

## 通学区域が隣接している学校
- 今治市立菊間中学校
- 今治市立玉川中学校
- 今治市立西中学校
- 今治市立北郷中学校